# 异马唐
异马唐（学名：Digitaria bicornis）为禾本科马唐属下的一个种。

## 扩展阅读
- 維基物種上的相關：异马唐